# Astathes sikanga
Astathes sikanga är en skalbaggsart som först beskrevs av J. Linsley Gressitt 1942.  Astathes sikanga ingår i släktet Astathes och familjen långhorningar. Inga underarter finns listade.